# Заря (Тяжинский район)
Заря — посёлок в Тяжинском районе Кемеровской области. Входит в состав Листвянского сельского поселения.

## География
Центральная часть населённого пункта расположена на высоте 285 метров над уровнем моря.

## Население
По данным Всероссийской переписи населения 2010 года, в посёлке Заря проживает 93 человека (43 мужчины, 50 женщин).